# Daniel Faraldo
Daniel Faraldo (4 novembre 1949) è un attore e sceneggiatore statunitense.

## Biografia
Daniel Faraldo nasce in Argentina, dove frequenta l'Università di Buenos Aires. All'età di diciassette anni si trasferisce a New York per studiare con Lee Strasberg e Stella Adler. Inizia la sua carriera come attore nel 1976.
Durante la sua carriera, interpreta ruoli sia cinematografici che televisivi. Tra i suoi ruoli, interpreta Tony Silvano nel lungometraggio Nico.
Nel 1990 ha la parte principale della rappresentazione How Did It Feel...?, presentato per la prima volta al Gnu Theatre. Nel 1993 nello spettacolo Ballad of the Blacksmith come St. Peter e nel 1998 in Eyes for Consuela, nella parte di Amado.
Debutta come sceneggiatore nel 2004 con l'opera audiovisiva How Did It Feel?, dove è anche regista. 
Dal 2010 collabora con il regista catalano Ramon Térmens alla realizzazione del lungometraggio Negro Buenos Aires come sceneggiatore, per cui ottiene una candidatura al Premio Gaudí. L'anno successivo producono assieme il film Catalunya Über Alles! e nuovamente nel 2013 con The Evil That Men Do, in cui Faraldo è il protagonista Santiago.

## Filmografia

### Attore

#### Cinema
- Fight for Your Life, regia di Robert A. Endelson (1977)
- Ballando lo slow nella grande città (Slow Dancing in the Big City), regia di John G. Avildsen (1978)
- La scelta (Walk Proud), regia di Robert L. Collins (1979)
- Per amore e per denaro (Love & Money), regia di James Toback (1981)
- Ricche e famose (Rich and Famous), regia di George Cukor (1981)
- Io, la giuria (I, the Jury), regia di Richard T. Heffron (1982)
- Giallo a Malta (Trenchcoat), regia di Michael Tuchner (1983)
- Un'estate pazzesca (Spring Break), regia di Sean S. Cunningham (1983)
- Un week end da leone (Losin' It), regia di Curtis Hanson (1983)
- Paura su Manhattan (Fear City), regia di Abel Ferrara (1984)
- Nico (Above the Law), regia di Andrew Davis (1988)
- Full Fathom Five, regia di Carl Franklin (1990)
- Object of Desire, regia di Roger Duchowny e Joel Silberg (1990)
- El sekuestro, regia di Eduardo Montes Bradley (1997)
- Fool's Paradise, regia di Richard Zakka (1997)
- Puppet, regia di Felix Limardo (1999)
- Shadow Hours, regia di Isaac H. Eaton (2000)
- Mr. Nice, regia di Bernard Rose (2010)
- Negro Buenos Aires, regia di Ramon Térmens (2010)
- Across the Line: The Exodus of Charlie Wright, regia di R. Ellis Frazier (2010)
- 2 Jacks, regia di Bernard Rose (2012)
- sxtape, regia di Bernard Rose (2013)
- Dead Drop, regia di R. Ellis Frazier (2013)
- The Evil That Men Do, regia di Ramon Térmens (2015)
- The Red Man, regia di Jimmie Gonzalez (2016)

#### Televisione
- Kojak - serie TV (1976)
- Quincy (Quincy M.E.) - serie TV (1979)
- Cuore e batticuore (Hart to Hart) - serie TV (1980)
- The Night the City Screamed, regia di Harry Falk - film TV (1980)
- New York New York (Cagney & Lacey) - serie TV (1982)
- Simon & Simon - serie TV (1983)
- Con affetto, tuo Sidney (Love, Sidney) - serie TV (1983)
- Hotel - serie TV (1983)
- Bay City Blues - serie TV (1984)
- Cover Up - serie TV (1984)
- T.J. Hooker - serie TV (1984)
- A-Team (The A-Team) - serie TV (1985)
- Hunter - serie TV (1985)
- Supercar (Knight Rider) - serie TV (1985)
- Hill Street giorno e notte (Hill Street Blues) - serie TV (1985)
- Stir Crazy - serie TV (1986)
- Magnum, P.I. - serie TV (1986)
- Un giustiziere a New York (The Equalizer) - serie TV (1986)
- The Family Martinez, regia di Oz Scott - film TV (1986)
- Marshall - Caccia all'uomo (U.S. Marshals: Waco & Rhinehart), regia di Christian I. Nyby II - film TV (1987)
- MacGyver - serie TV (1987)
- Due come noi (Jake and the Fatman) - serie TV (1989)
- Santa Barbara - soap opera (1989)
- La bella e la bestia (Beauty and the Beast) - serie TV (1990)
- Booker - serie TV (1990)
- Le inchieste di padre Dowling (Father Dowling Mysteries) - serie TV (1990)
- Doogie Howser, M.D. - serie TV (1991)
- 8 sotto un tetto (Family Matters) - serie TV (1991)
- Homefront - La guerra a casa (Homefront) - serie TV (1993)
- Mike Land: professione detective (Land's End) - serie TV (1995)
- Sins of the City - serie TV (1998)
- Air America - serie TV (1998)
- Alias - serie TV (2002)
- Te amaré en silencio - serie TV (2003)
- Agent X - serie TV (2015)
- Good Behavior - serie TV (2016)
- Criminal Minds: Beyond Borders - serie TV (2017)
- Bounty Hunters - serie TV (2017)

### Sceneggiatore

#### Cinema
- Negro Buenos Aires, regia di Ramon Térmens (2010)
- Catalunya über alles!, regia di Ramon Térmens (2011)
- The Evil That Men Do, regia di Ramon Térmens (2015)

## Teatro
- Ballad of the Blacksmith, regia di Mercedes Rain e Jorge Curi (1993)
- Eyes for Consuela, regia di Terry Kinney (1998)

## Riconoscimenti
- Premio Gaudí
  - 2010: Candidatura come miglior film in lingua non catalana per Negro Buenos Aires (insieme a Ramon Térmens)[7].
  - 2012: Candidatura come miglior sceneggiatura (insieme a Ramon Térmens)[9] e come miglior film in lingua catalana per Catalunya über alles! (insieme Ramon Térmens)[9].
- Macabre Faire Film Festival
  - 2016: Miglior ruolo di supporto per The Red Man[10].
- NIAFFS
  - 2016: Miglior attore d'azione per The Evil That Men Do[2]

## Doppiatori italiani
Nelle versioni in italiano dei suoi film, Daniel Faraldo è stata doppiato da:
- Piero Tiberi in Nico[11].
- Edoardo Nordio in Alias[12].